# Niedziela Przewodnia
Niedziela przewodnia, Niedziela Biała, Niedziela Quasimodo – II Niedziela Wielkanocna, niedziela po Wielkiej Niedzieli, I Niedziela po Wielkiejnocy. Obchodzona w prawosławiu, starokatolicyzmie i tradycjonalizmie katolickim. W Kościele rzymskokatolickim od 2000 roku obchodzona jest jako Niedziela Miłosierdzia Bożego.
Przewodnią niedzielę powszechnie nazywa się białą niedzielą (również sobotę przed tą niedzielą – białą sobotą) od koloru szat liturgicznych, ale przede wszystkim od koloru szat katechumenów ochrzczonych w Wigilię Paschalną. W białych szatach chodzili oni przez cały tydzień od Wielkiej Nocy i zdejmowali je dopiero na zakończenie oktawy w następną niedzielę po Wielkiej Niedzieli.

## Cerkiew prawosławna
Wyznawcy prawosławia uznają ten dzień za Wielkanoc Umarłych. Tradycyjnie tego dnia po nabożeństwach odwiedza się groby bliskich. Prawosławni wierzą, że modlitwa i odpowiednie zabiegi, przypominające pogańskie wiosenne obrzędy zaduszne (zanoszenie na groby pisanek i jedzenia po nabożeństwach w cerkwi) pomagają doprowadzeniu zmarłych do nieba. 

## Kościół rzymskokatolicki
II Niedziela Wielkanocy nazywana jest również w Kościele rzymskokatolickim Niedzielą Miłosierdzia Bożego.

## Kościoły mariawickie
W Kościołach mariawickich I Niedziela po Wielkiejnocy nazywana jest również Niedzielą Przewodnią i obchodzona jest bardzo uroczyście. Tego dnia czytana jest Ewangelia o Tomaszu. 
W Kościele Starokatolickim Mariawitów przed uroczystą Mszą świętą odbywa się obrzęd pokropienia wiernych wodą święconą. 
Kapłan ubrany w kapę koloru białego, klęcząc u stopni ołtarza, żegna się wodą święconą i intonuje antyfonę: "Ukazał mi Anioł", po czym skrapia wiernych święconą wodą, podczas gdy chór śpiewa w dalszym ciągu antyfonę wraz z wersetem psalmu 105. Gdy kapłan wróci do ołtarza śpiewa wezwanie: Panie u Ciebie jest źródło życia. Alleluja., a wierni odpowiadają: a w Imieniu Twoim oglądamy światłość. Alleluja.. Po czym odmawia modlitwę: Daj nam, prosimy Cię Panie, ażebyśmy obchodząc uroczystości Wielkanocne, niebieskimi pożądaniami zapaleni, źródło życia w sobie odczuwali: Jezusa Chrystusa Pana naszego. Amen. W taki sposób odbywa się pokropienie wiernych we wszystkie niedziele, począwszy od I niedzieli po Wielkanocy aż do niedzieli Zesłania Ducha Świętego włącznie. 
Następnie odprawiana jest uroczysta Msza święta, po której następuje procesja z Przenajświętszym Sakramentem wokół kościoła. Podczas procesji śpiewa się: Przez Twoje święte zmartwychpowstanie oraz Wesoły nam dzień dziś nastał. Nabożeństwo kończy się odśpiewaniem antyfony maryjnej: Królowo niebios. W wielu parafiach tego dnia odbywają się wielkanocne spotkania, podczas którego wierni dzielą się poświęconym jajkiem i składają sobie życzenia.
W Kościele Katolickim Mariawitów nie praktykuje się pokropienia wiernych.